# 賀茂別雷神社
賀茂別雷神社（かもわけいかづちじんじゃ）は、京都市北区上賀茂本山にある神社。通称は上賀茂神社（かみがもじんじゃ）。式内社（名神大社）、山城国一宮、二十二社（上七社）の一社。旧社格は官幣大社で、現在は神社本庁の別表神社。
ユネスコの世界遺産に「古都京都の文化財」の1つとして登録されている。

## 概要

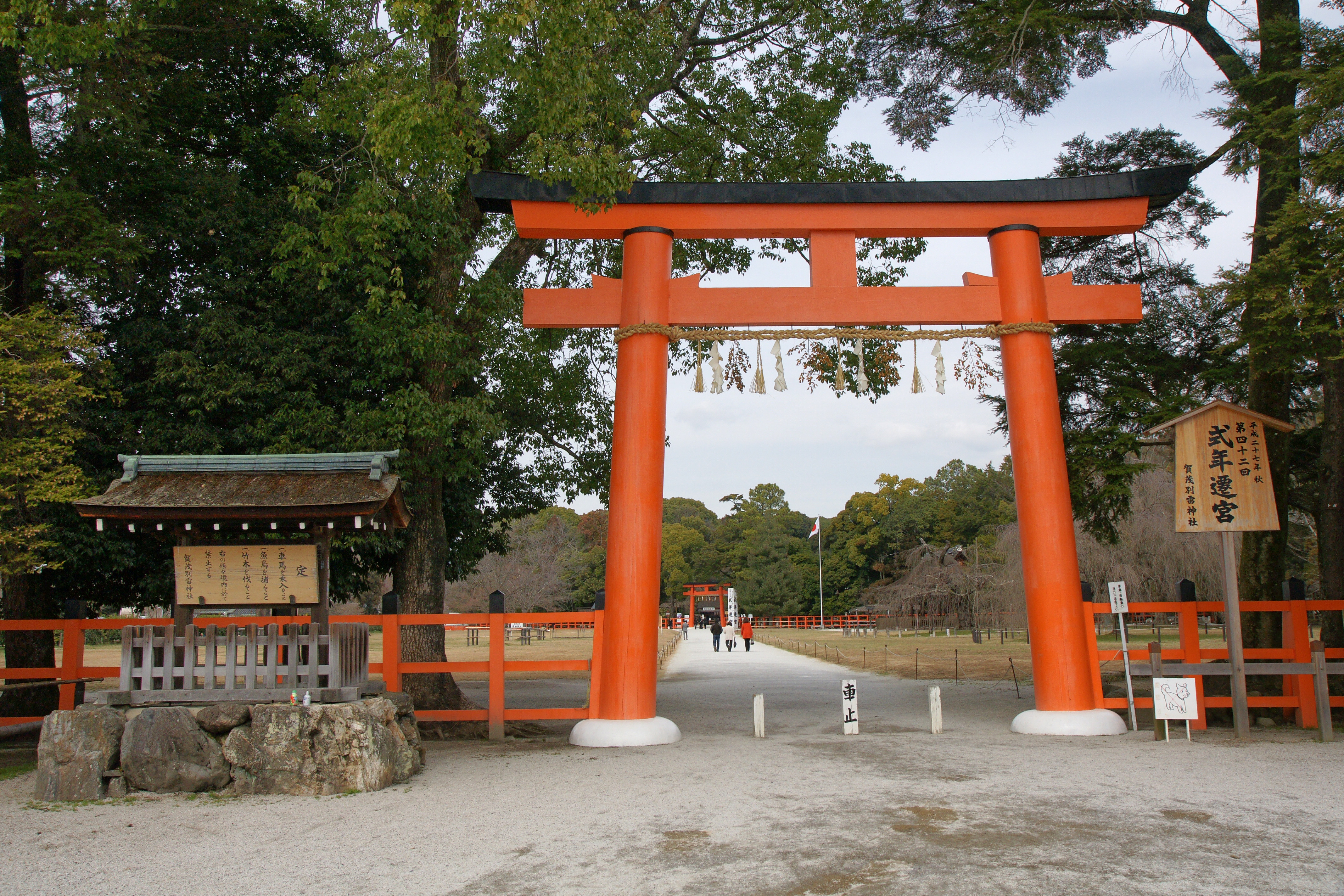
高札所、一の鳥居

京都最古の歴史を有する一社であり、かつてこの地を支配していた古代氏族である賀茂氏の氏神を祀る神社として、賀茂御祖神社（下鴨神社）とともに賀茂神社（賀茂社）と総称される。賀茂社は奈良時代には既に強大な勢力を誇り、平安遷都後は皇城の鎮護社として京都という都市の形成に深く関わってきた。賀茂神社両社の祭事である賀茂祭（通称 葵祭）で有名である。また、社報「上賀茂」が年2回発行されている。

## 祭神
- 主祭神 - 賀茂別雷大神（かもわけいかづちのおおかみ）

## 歴史
| 神山と神山山頂の垂迹石 |  | 神山と神山山頂の垂迹石 |
| 神山と神山山頂の垂迹石 |  |                        |

創建については諸説ある。社伝では、神武天皇の御代に神山（こうやま、賀茂山ともいう）の麓の御阿礼所に賀茂別雷命が降臨したと伝える。
『山城国風土記』逸文では、玉依日売（たまよりひめ）が加茂川の川上から流れてきた丹塗矢を床に置いたところ懐妊し、それで生まれたのが賀茂別雷命で、兄玉依日古（あにたまよりひこ）の子孫である賀茂県主の一族がこれを奉斎したと伝える。丹塗矢の正体は、乙訓神社の火雷神とも大山咋神ともいう。玉依日売とその父の賀茂建角身命は下鴨神社に祀られている。天武天皇6年（677年）に社殿が建立されたとする。
国史では、文武天皇2年（698年）3月21日、賀茂祭の日の騎射を禁じたという記事が初出で、他にも天平勝宝2年（750年）に御戸代田一町が寄進されるなど、朝廷からの崇敬を受けてきたことがわかる。
延暦13年（794年）の平安遷都後は、皇城鎮護の神社としてより一層の崇敬を受け、大同2年（807年）には最高位である正一位の神階を受け、賀茂祭は勅祭とされた。『延喜式神名帳』では「山城国愛宕郡 賀茂別雷神社」として名神大社に列し、名神祭・月次祭・相嘗祭・新嘗祭の各祭の幣帛に預ると記載されている。弘仁元年（810年）以降約400年にわたって、伊勢神宮の斎宮にならった斎院が置かれ、皇女が斎王として奉仕した。
江戸時代の寛永5年（1628年）には境内の一大整備が行われている。
明治の近代社格制度でも伊勢神宮に次いで、賀茂御祖神社（下鴨神社）とともに官幣大社の筆頭とされ、1883年（明治16年）には勅祭社に定められた。
1934年（昭和9年）9月21日、室戸台風の暴風雨により土屋、食殿が倒壊する被害を受ける。1948年（昭和23年）に神社本庁の別表神社に加列されている。
境内には明神川が流れ、境内の外の南側にはかつての社家町が残っている。また、境内の外の北側には、御阿礼祭の日に斎王が入ったという神館の跡とその周辺・御生野があったが、太平洋戦争後に連合国軍最高司令官総司令部（GHQ）によってその山で大規模に伐採が行われて日本で戦後最初の新築ゴルフコースである現在の京都ゴルフ倶楽部・上賀茂コースが作られ、現在でも営業されている。しかし、神館跡と御生野はコース内に取り込まれながらもなんとか残された。
1997年（平成9年）5月30日、日本会議が設立された際、当時明治神宮権宮司を務めていた田中安比呂（現・賀茂別雷神社宮司）は日本会議の理事長に就任した。また、日本会議京都の会長も務めた。

## 境内
- 本殿（国宝） - 文久3年（1863年）再建。
- 権殿（国宝） - 文久3年（1863年）再建。
- 本殿権殿取合廊（重要文化財） - 文久3年（1863年）頃建立。
- 本殿東渡廊取合廊（重要文化財） - 文久3年（1863年）頃建立。
- 西渡廊（重要文化財） - 寛永5年（1628年）建立。
- 東渡廊（重要文化財） - 寛永5年（1628年）建立。
- 透廊（重要文化財） - 寛永5年（1628年）建立。
- 渡廊（重要文化財） - 寛永5年（1628年）建立。
- 塀中門（重要文化財） - 寛永5年（1628年）頃建立。
- 祝詞舎（重要文化財） -寛永5年（1628年）建立。
- 四脚中門（重要文化財） - 寛永5年（1628年）建立。
- 御籍屋（重要文化財） - 寛永5年（1628年）建立。
- 神宝庫（重要文化財） - 寛永5年（1628年）建立。
- 唐門（重要文化財） - 寛永5年（1628年）頃建立。
- 唐門左右袖塀（重要文化財）
- 東御供所（重要文化財） - 寛永5年（1628年）頃建立。
- 直会所（重要文化財） - 寛永5年（1628年）頃建立。
- 楽所及び西御供所（重要文化財） - 寛永5年（1628年）頃建立。
- 幣殿（祈祷殿、重要文化財） - 寛永5年（1628年）建立。
- 忌子殿（重要文化財） - 寛永5年（1628年）頃建立。
- 幣殿忌子殿取合廊（重要文化財） - 寛永5年（1628年）頃建立。
- 高倉殿（重要文化財） - 寛永5年（1628年）頃建立。
- 廻廊（重要文化財） - 寛永5年（1628年）頃建立。
- 楼門（重要文化財） - 寛永5年（1628年）建立。
- 玉橋（重要文化財）
- 片岡橋（重要文化財） - 明治初年建立。
- 舞殿（橋殿、重要文化財） - 文久3年（1863年）建立。
- 拝殿（細殿、重要文化財） - 寛永5年（1628年）建立。
  - 立砂（たてずな） - 細殿前の円錐状の2つの砂の山。神体である神山（こうやま）を模したもの。盛り塩や、鬼門にまく清めの砂の起源とされる。
- 土屋（到着殿、重要文化財） - 寛永5年（1628年）建立。
- 楽屋（重要文化財） - 寛永5年（1628年）建立。
- 渉渓園 - 曲水宴が催される庭園。摂社・賀茂山口神社の前にある。
- 祭器庫
- 憩の庭
- 神馬舎
- 外幣殿（馬場殿、重要文化財） - 寛永5年（1628年）建立。
- 北神饌所（庁屋、重要文化財） - 寛永5年（1628年）建立。奈良神社拝殿の付属でもある。
- 倉庫 - 校倉造。
- 井戸舎
- 社務所
- 参集殿
- 客殿 - 勅使殿でもある。

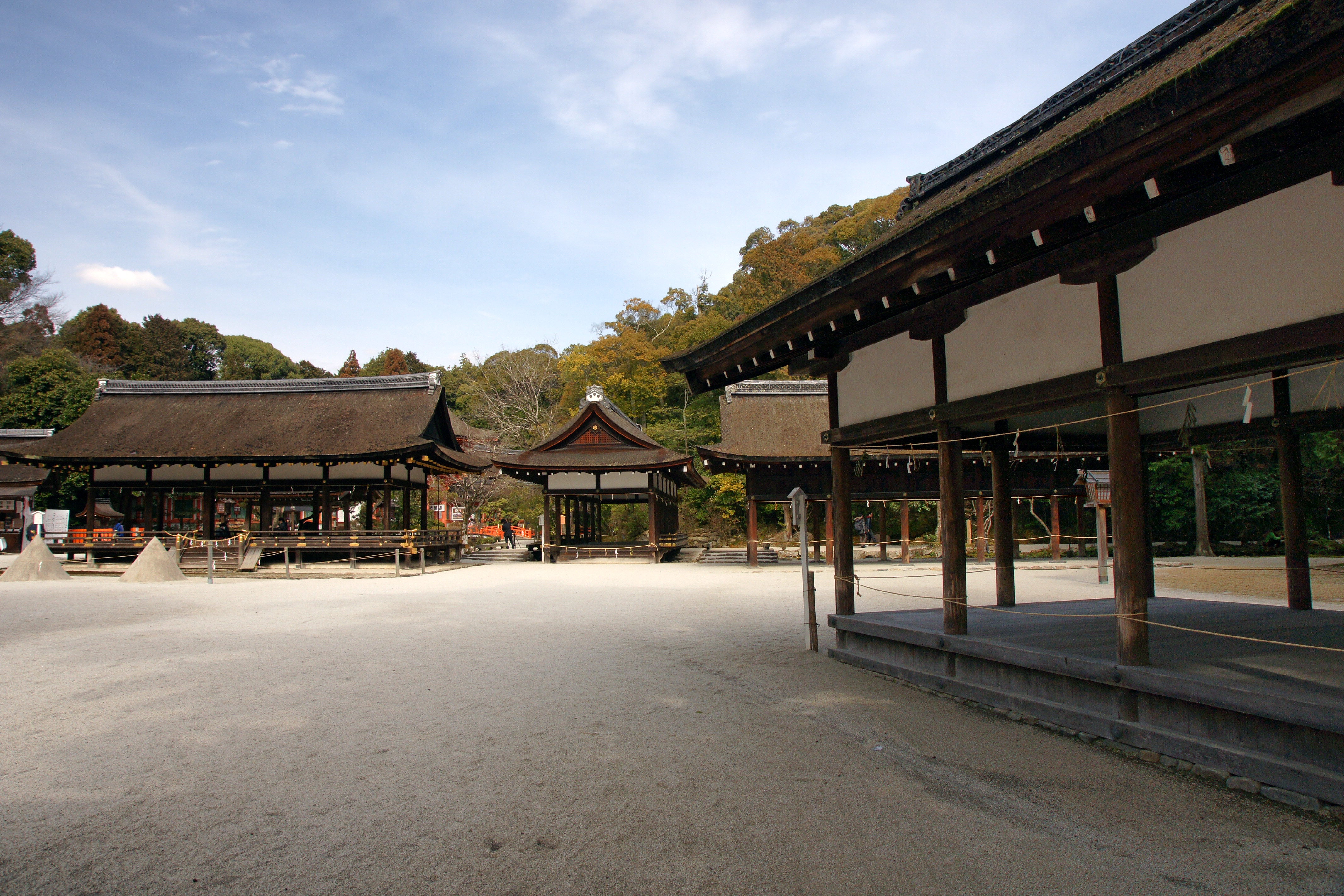
境内 楽舎（手前）、細殿・橋殿・土舎（奥、左から）
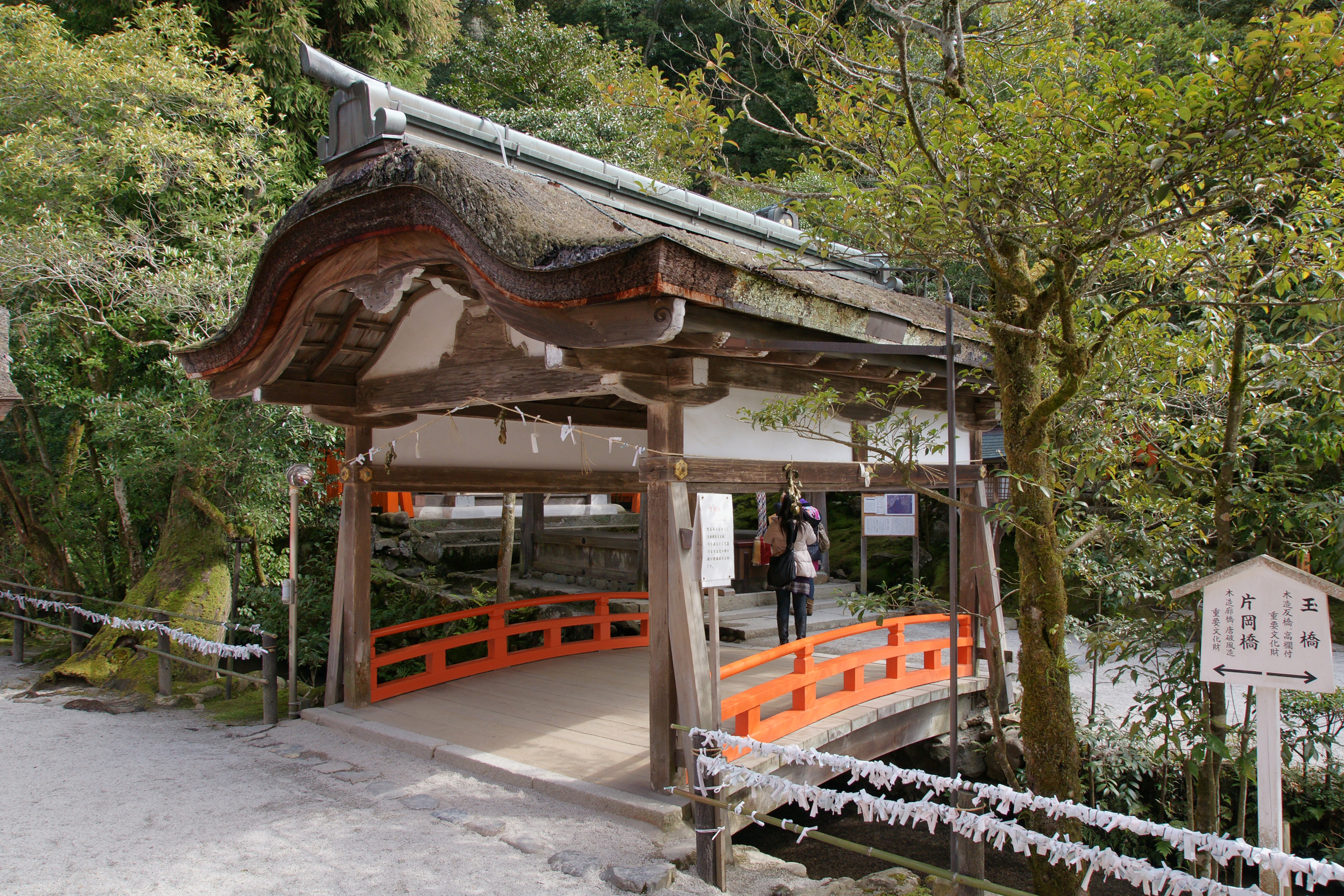
片岡橋
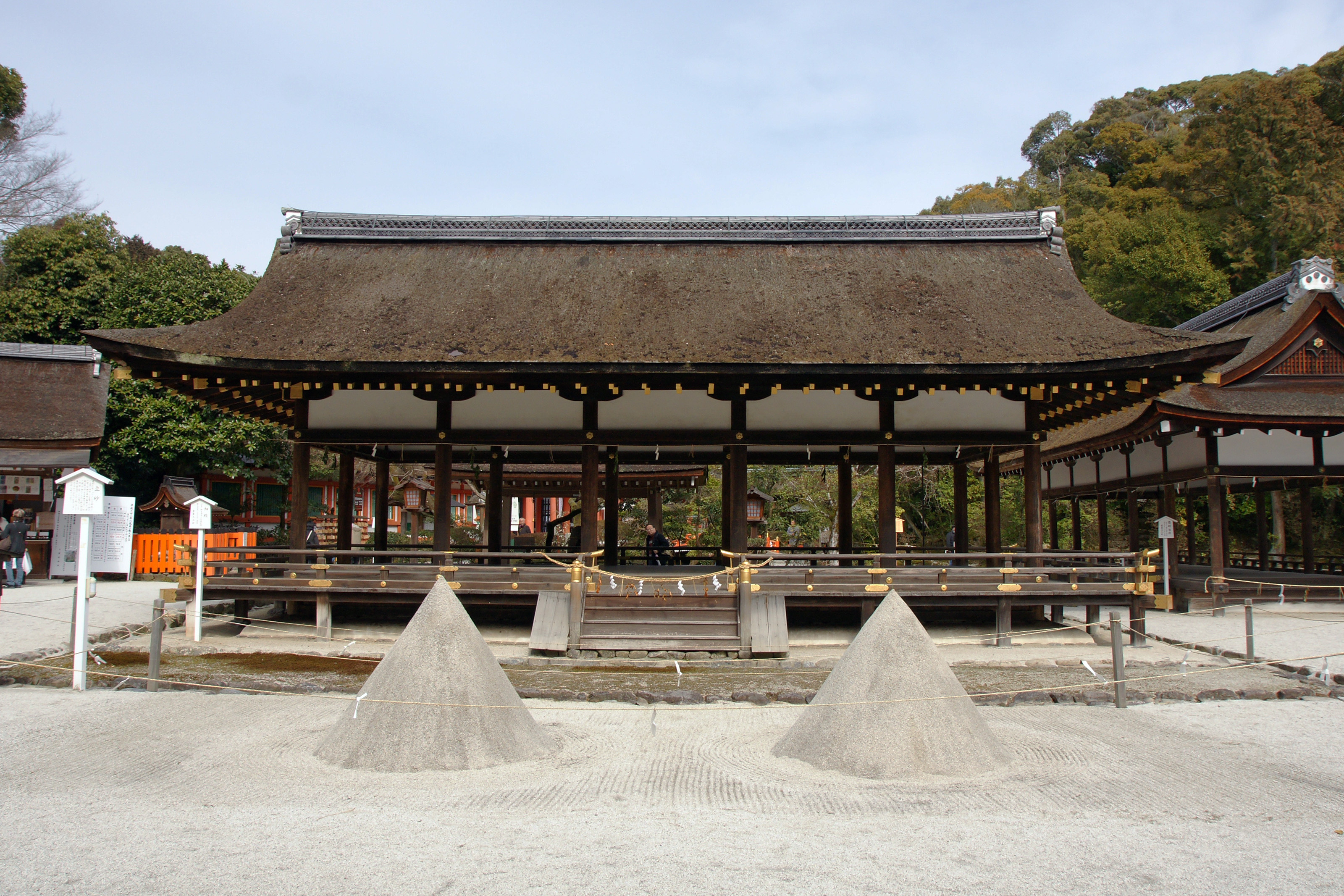
細殿（拝殿）
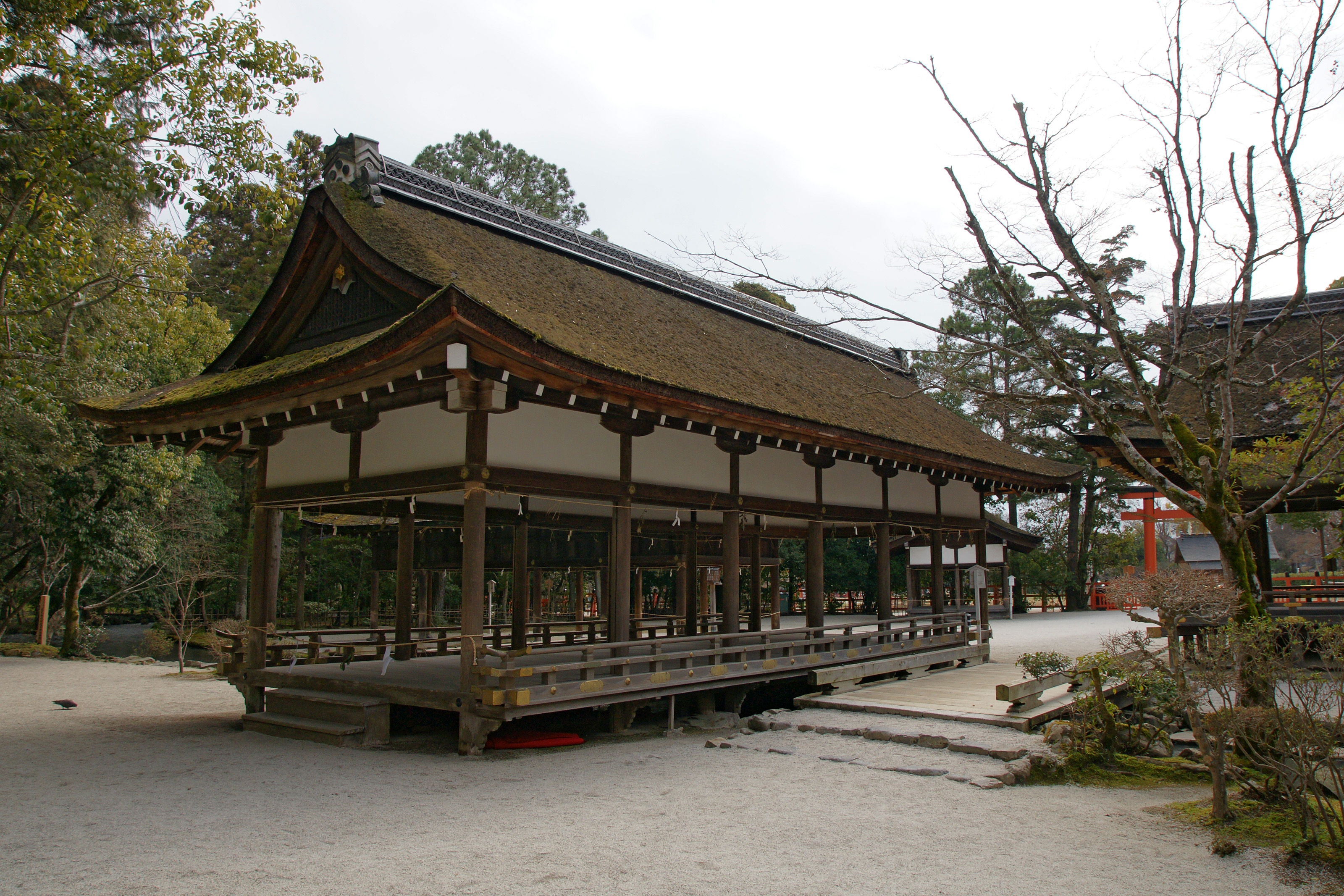
橋殿（舞殿）
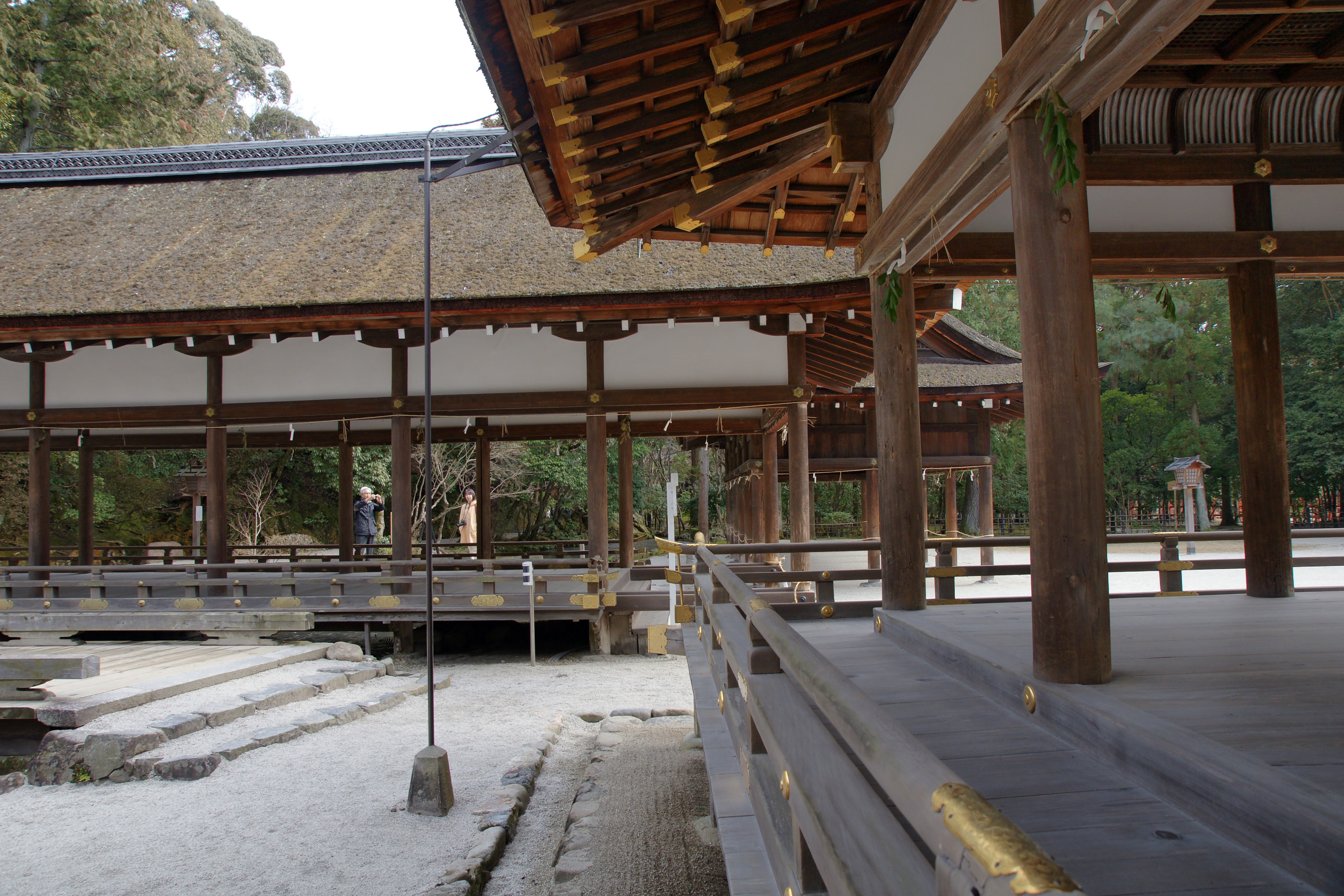
細殿（手前）、橋殿（左）、土舎（奥）
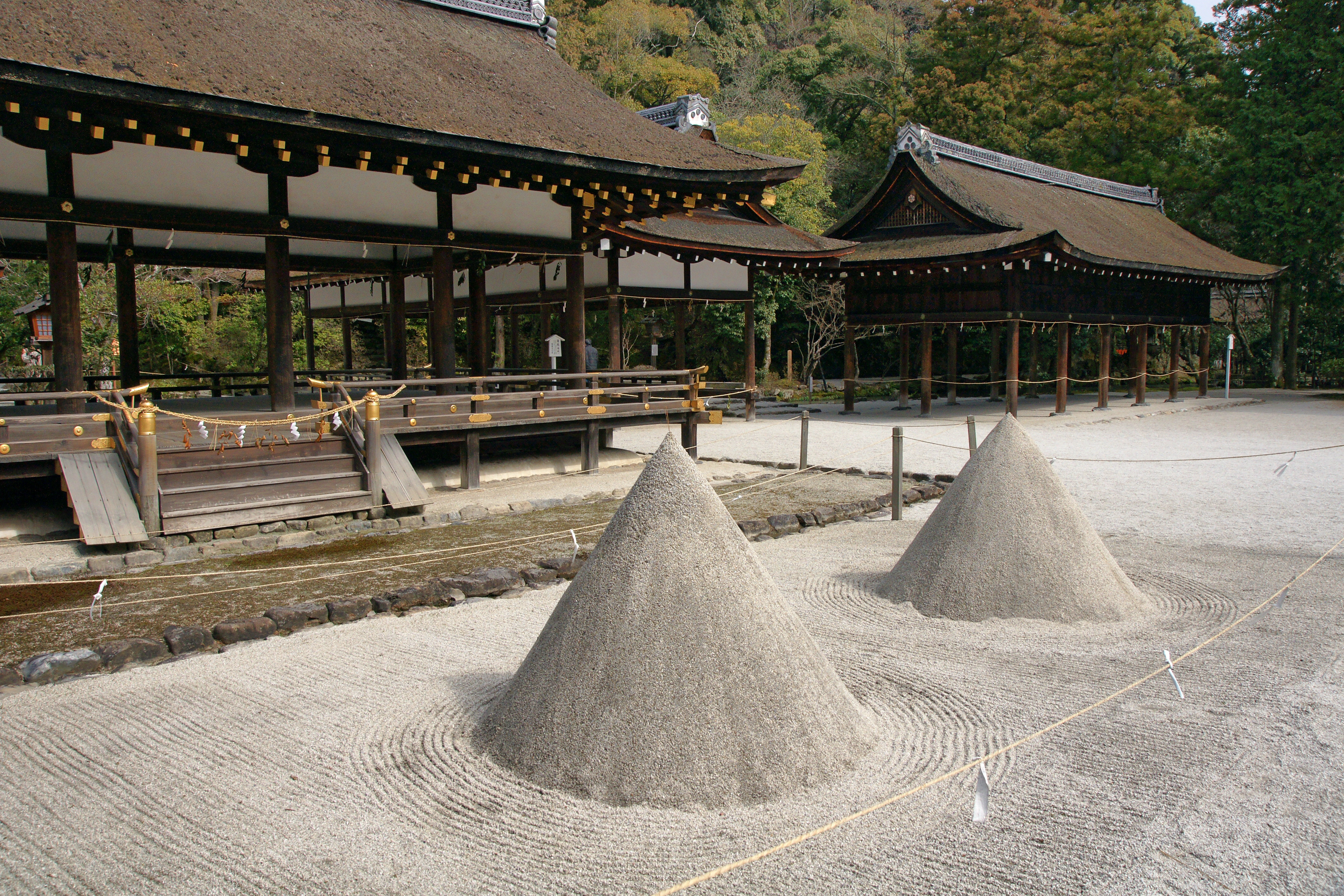
立砂（たてずな
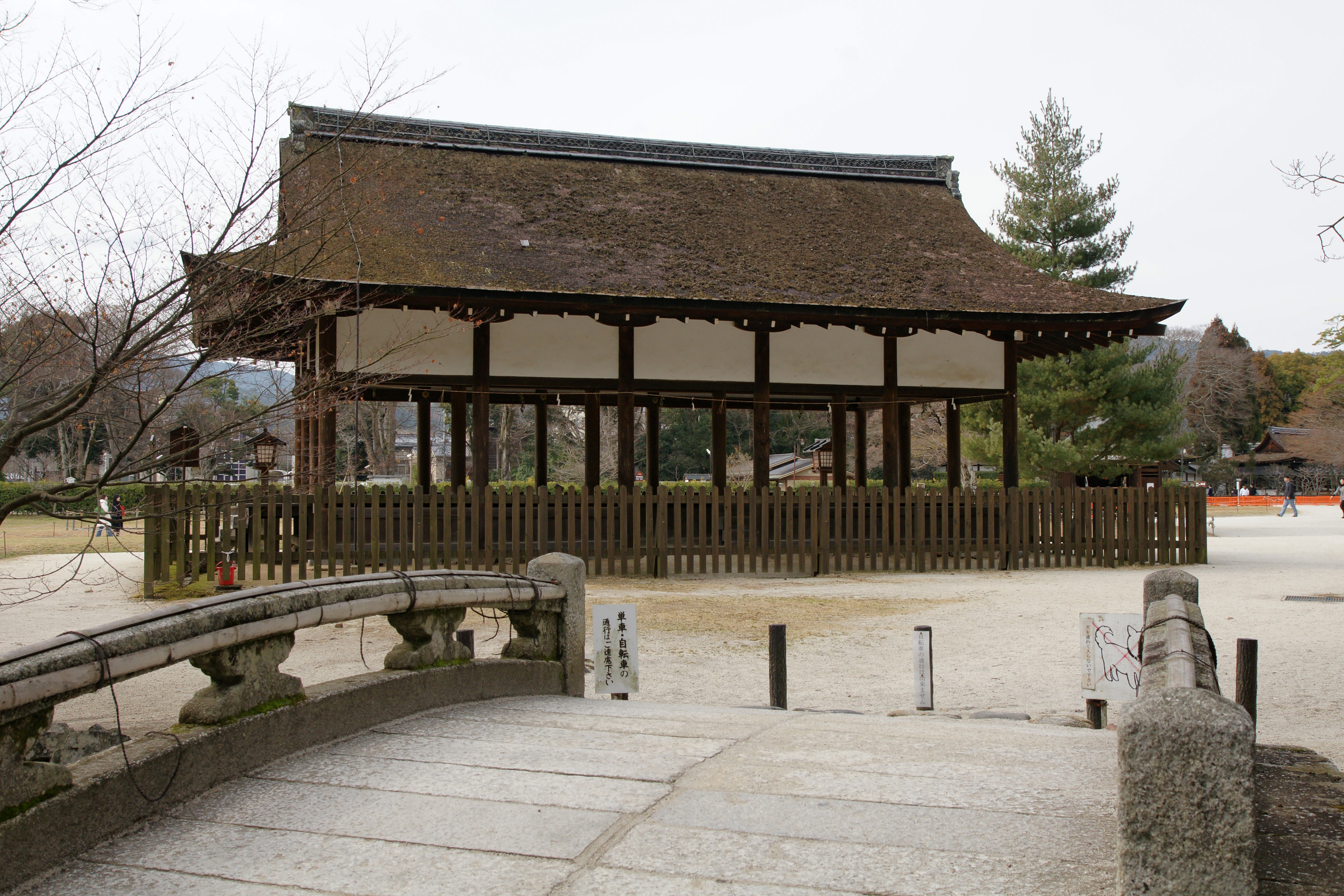
外幣殿
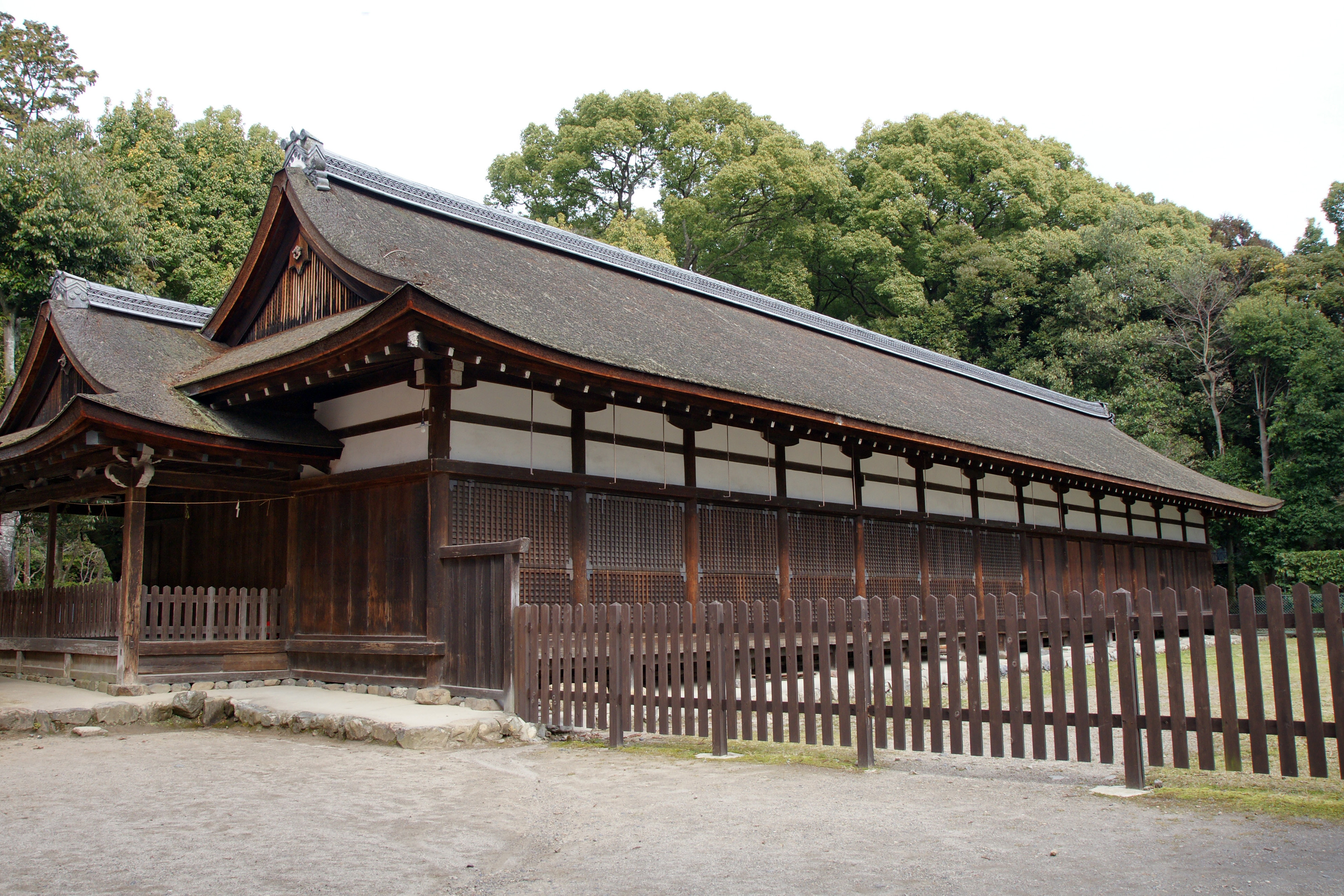
庁屋（北神饌所）

## 摂末社

### 摂社
- 片山御子神社 - 本殿（重要文化財）および拝殿（重要文化財）は寛永5年（1628年）建立。
  - 祭神：玉依比売命
  - 式内社（大）「愛宕郡 片山御子神社」。第一摂社
- 新宮神社 - 本殿（重要文化財）および拝殿（重要文化財）は寛永5年（1628年）建立。明治時代に独立するまで、式内社（名神大社）・貴船神社は当社の第二摂社であったが、山深い地にあり冬場には参拝が出来なかった。そのために当地にその分霊が祀られるようになった。これが新宮神社の始まりである。
  - 祭神：高龗神
- 大田神社
  - 祭神：天鈿女命
  - 式内社「愛宕郡 太田神社」。境外摂社で第三摂社。明治時代までは第四摂社であった。第二摂社であった貴船神社の独立により繰り上がった。
- 若宮神社 - 本殿（重要文化財）は寛永5年（1628年）建立。
  - 祭神：若宮神
- 奈良神社
  - 祭神：奈良刀自神
- 賀茂山口神社 - 本殿と拝殿からなる。
  - 祭神：御歳神
  - 式内社「愛宕郡 賀茂山口神社」。第五摂社（1877年〈明治10年〉まで第七摂社）
- 久我神社
  - 祭神：賀茂建角身命
  - 式内社「愛宕郡 久我神社」。境外摂社で、第六摂社（1877年〈明治10年〉まで第八摂社）
- 須波神社 - 本殿は重要文化財。
  - 祭神：阿須波神・波比祇神・生井神・福井神・綱長井神
  - 式内社「愛宕郡 須波神社」

### 末社
- 棚尾社 - 祭神：櫛石窓神・豊石窓神。本殿は重要文化財。
- 川尾社 - 祭神：罔象女神
- 橋本社 - 祭神：衣通姫神
- 岩本社 - 祭神：底筒男神・中筒男神・表筒男神
- 山尾社 - 祭神：大山津見神
- 土師尾社 - 祭神：建玉依比古命。本殿は重要文化財。
- 杉尾社 - 祭神：杉尾神。本殿は重要文化財。
- 山森社 - 祭神：素盞嗚神・稲田姫命・田心姫命
- 梶田社 - 祭神：瀬織津姫神
- 白鬚社 - 祭神：猿田彦神
- 百大夫社 - 祭神：船玉神
- 鎮守社 - 祭神：大国主神・少彦名神
- 福徳社 - 祭神：福徳神
- 藤木社 - 祭神：瀬織津姫神
- 小森社 - 祭神：水分神
- 半木社 - 祭神：天太玉命

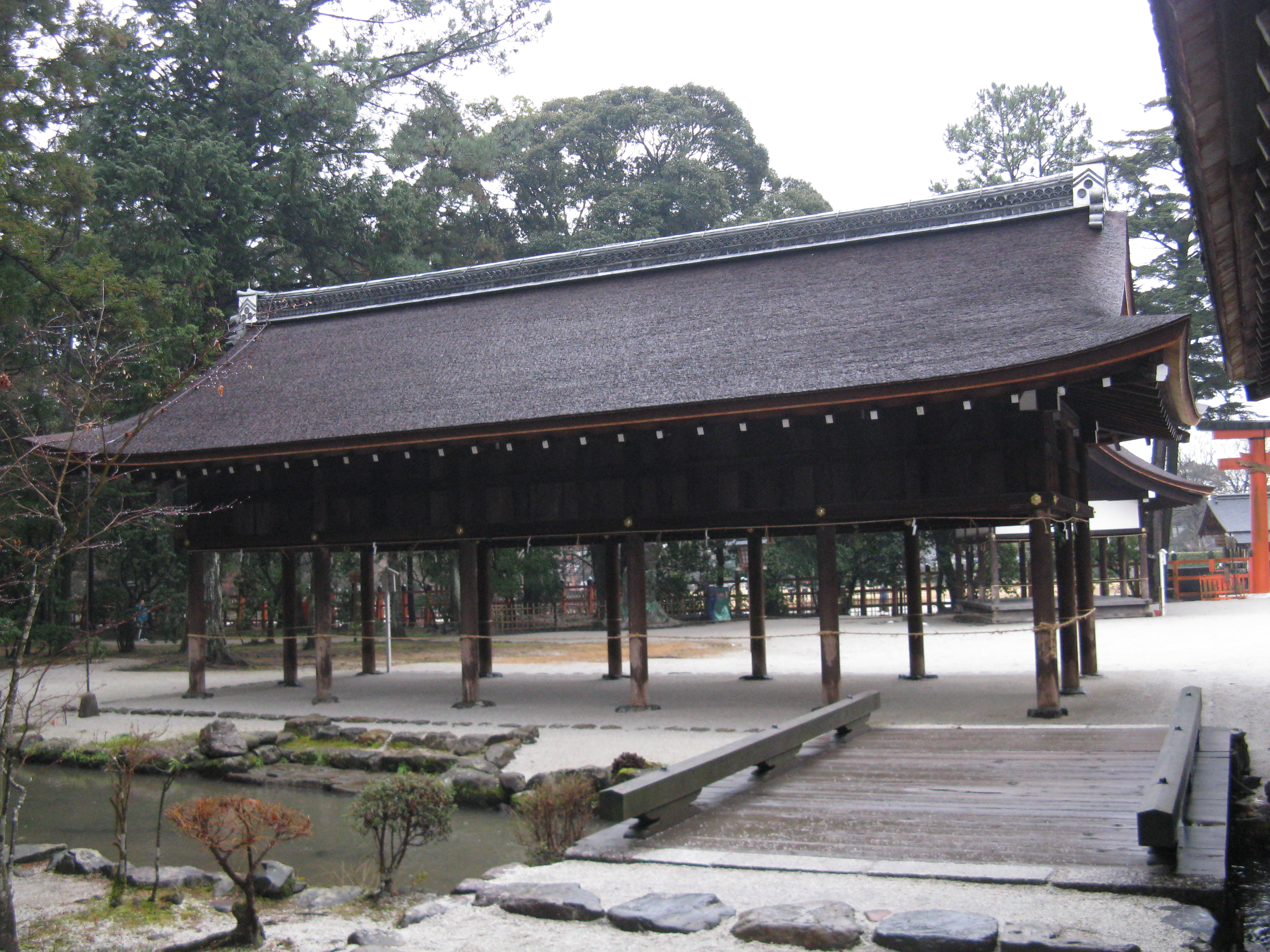
土屋
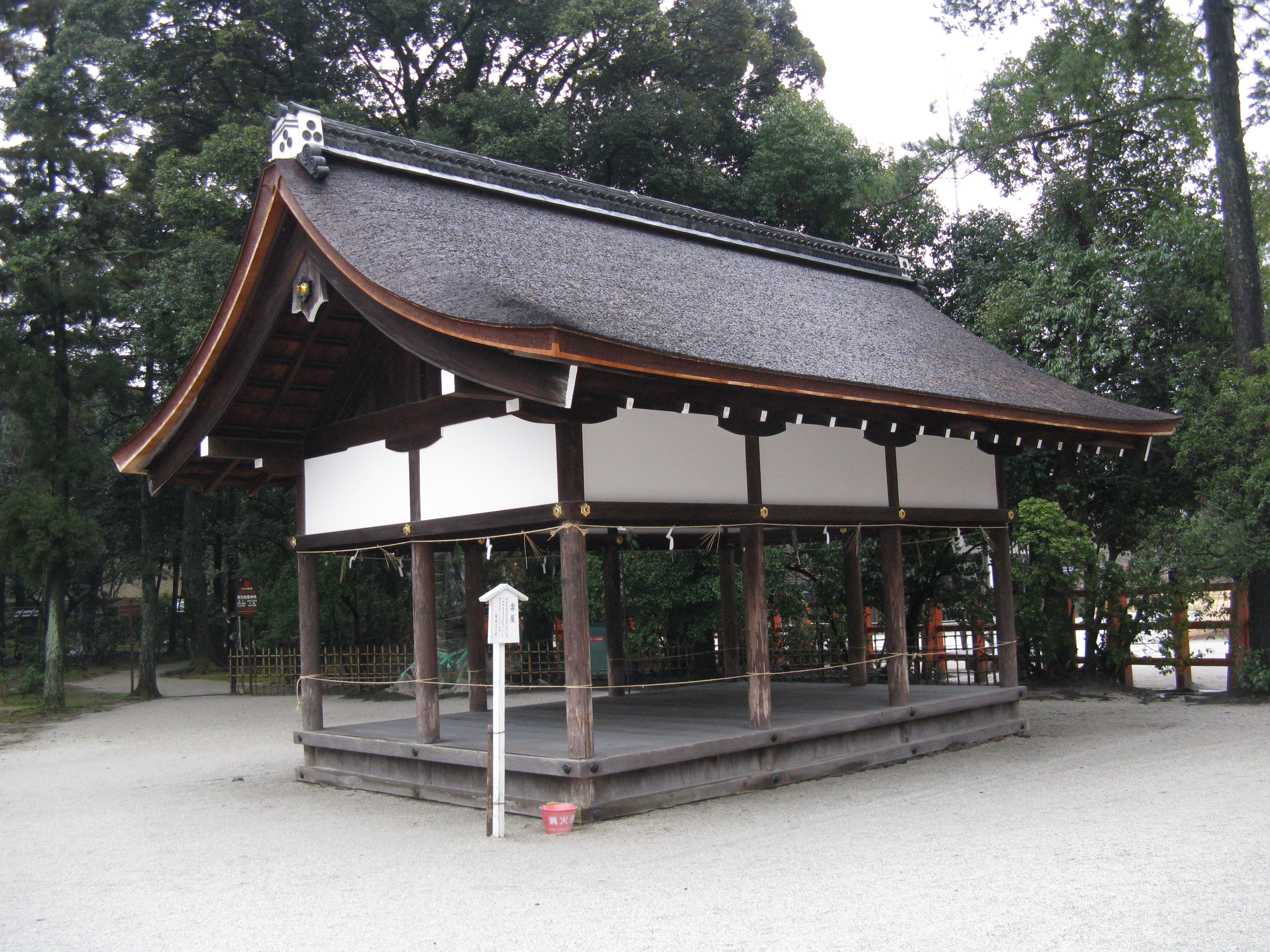
楽屋
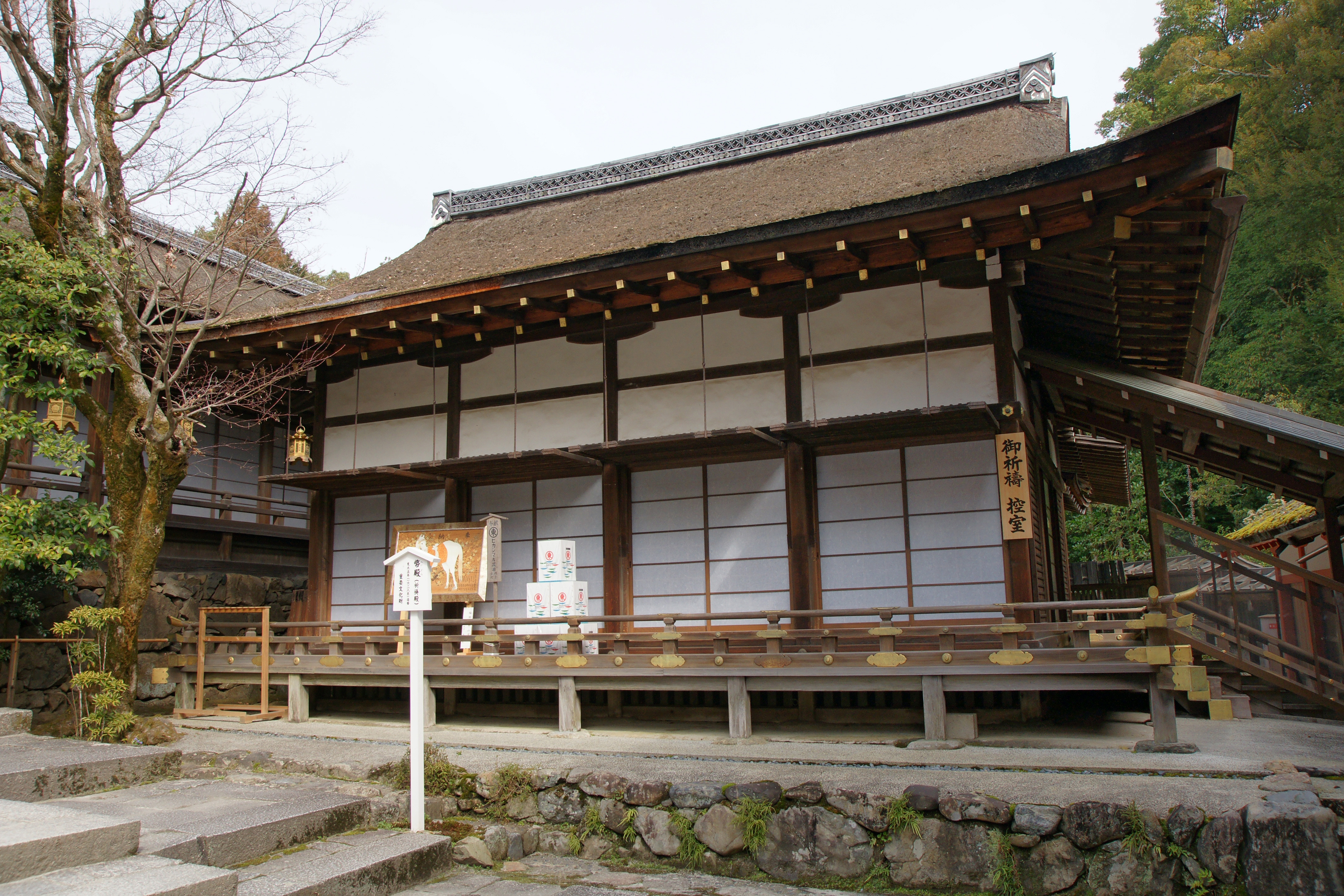
幣殿
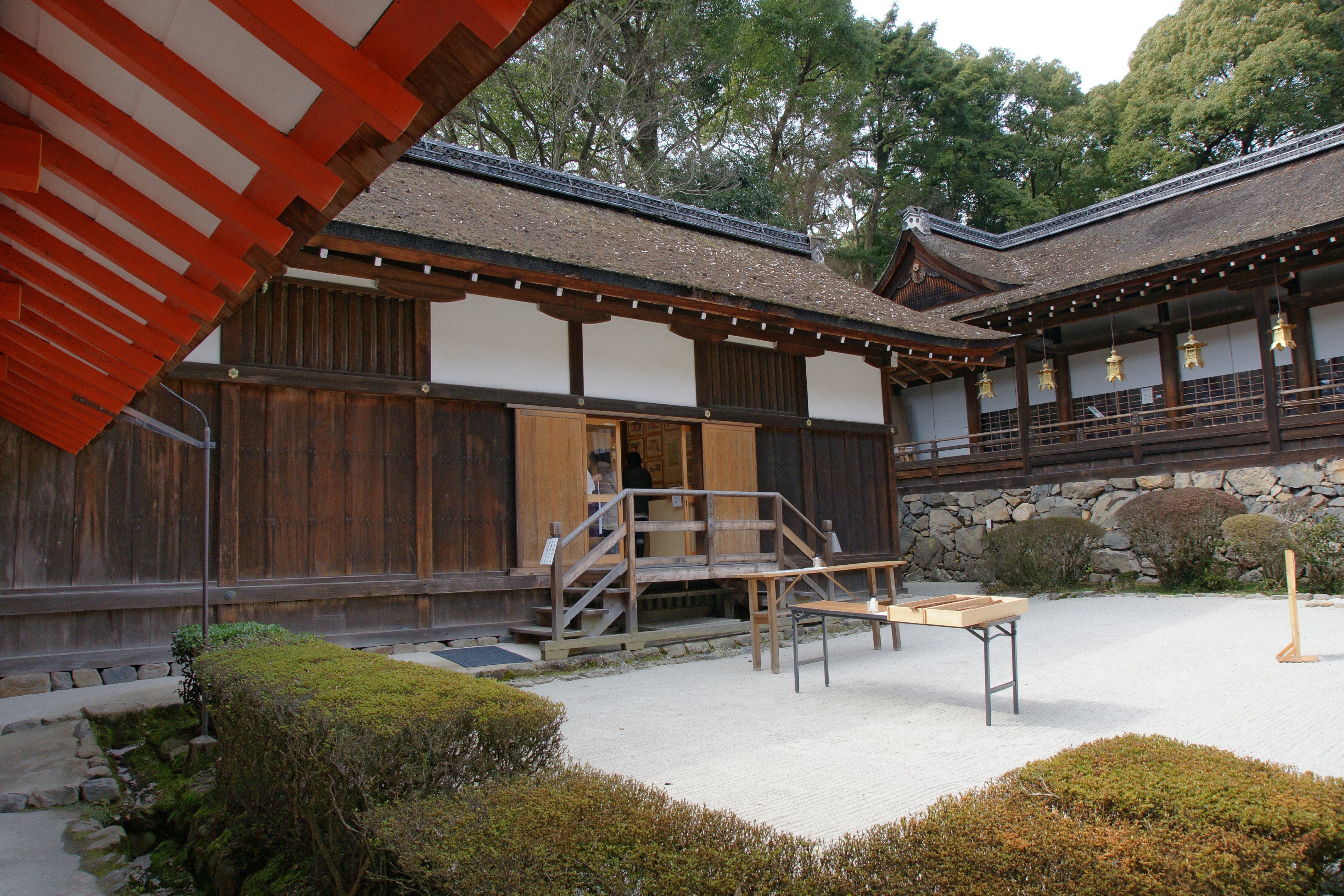
高倉殿
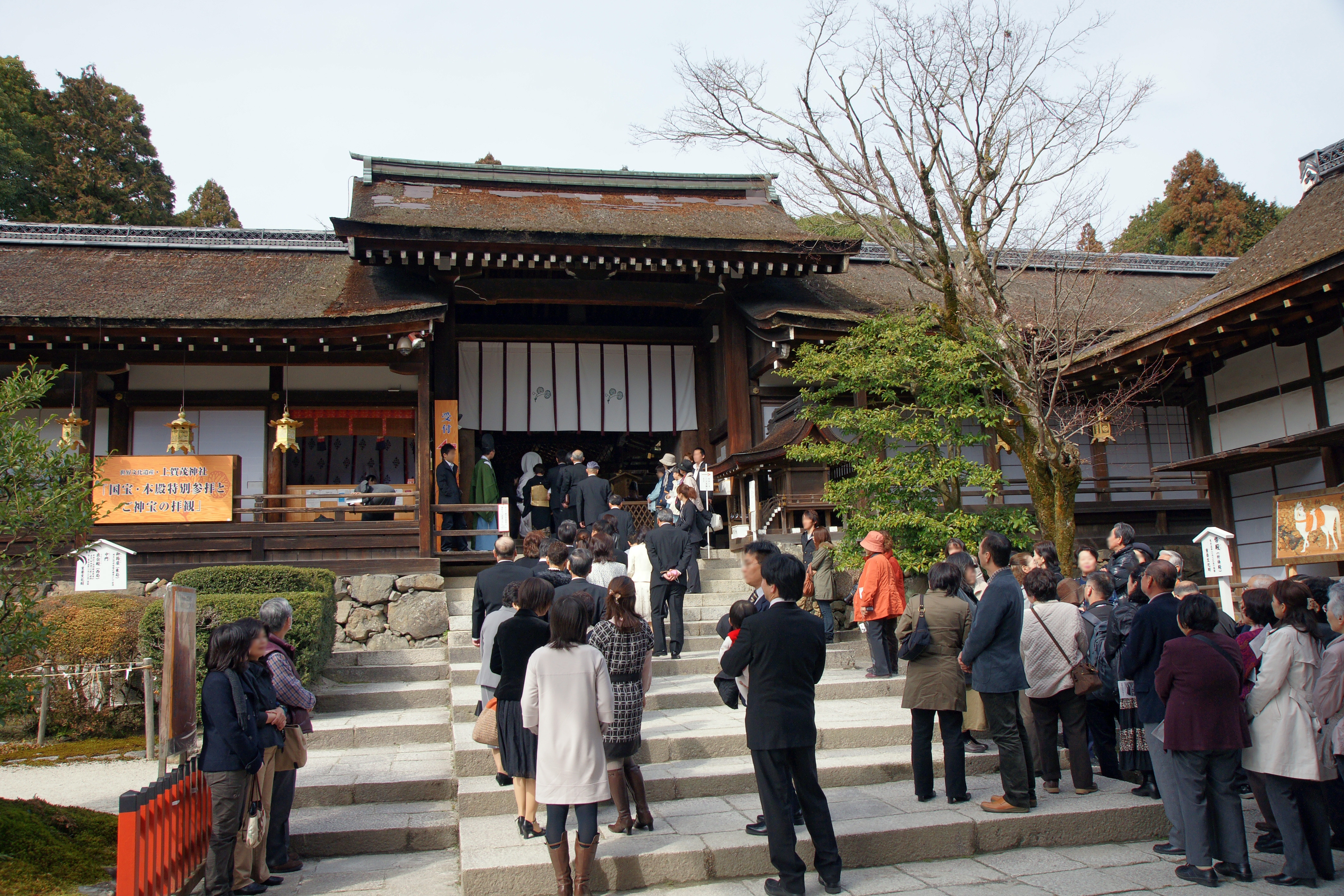
四脚中門
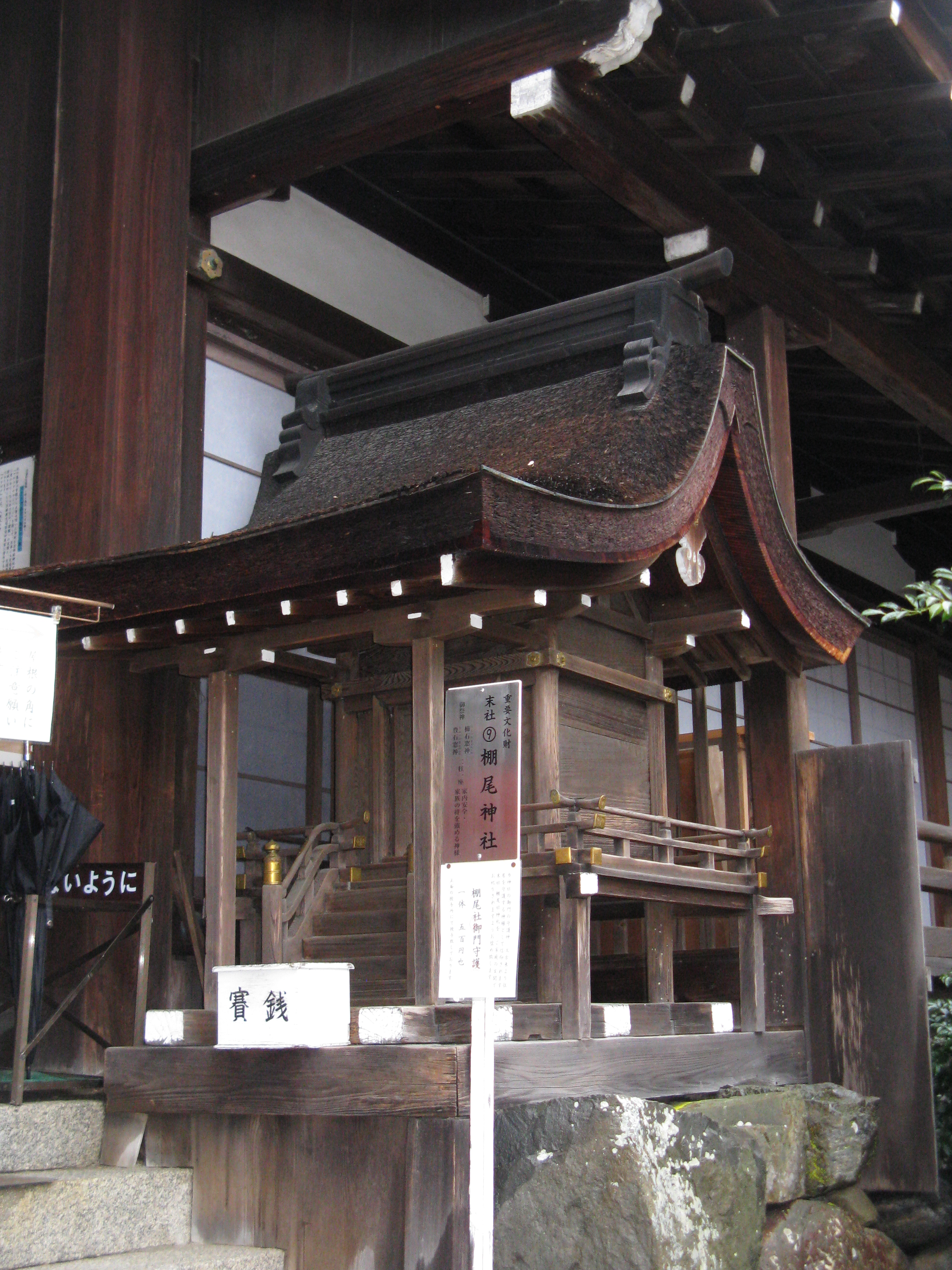
末社棚尾社
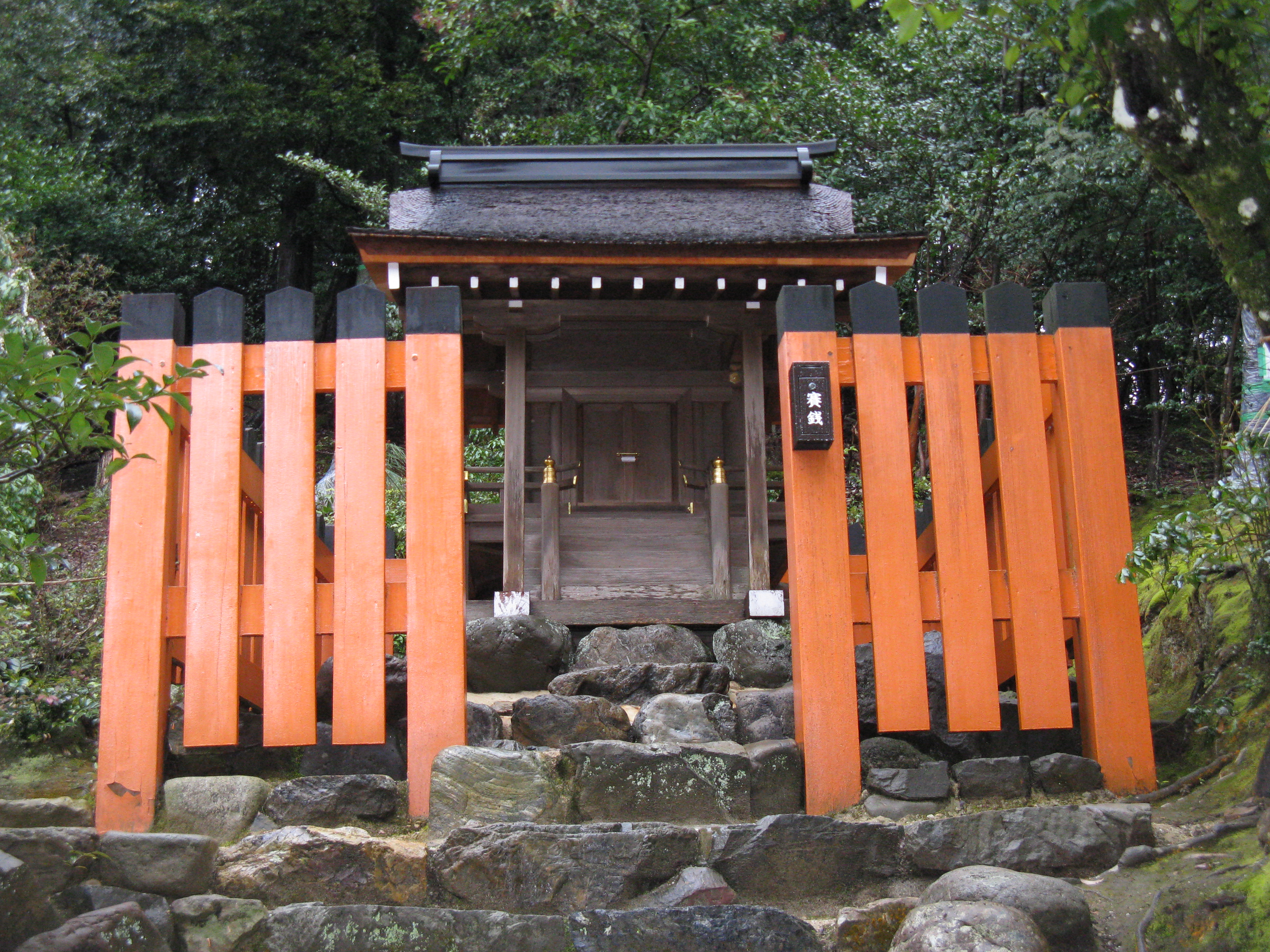
摂社須波神社
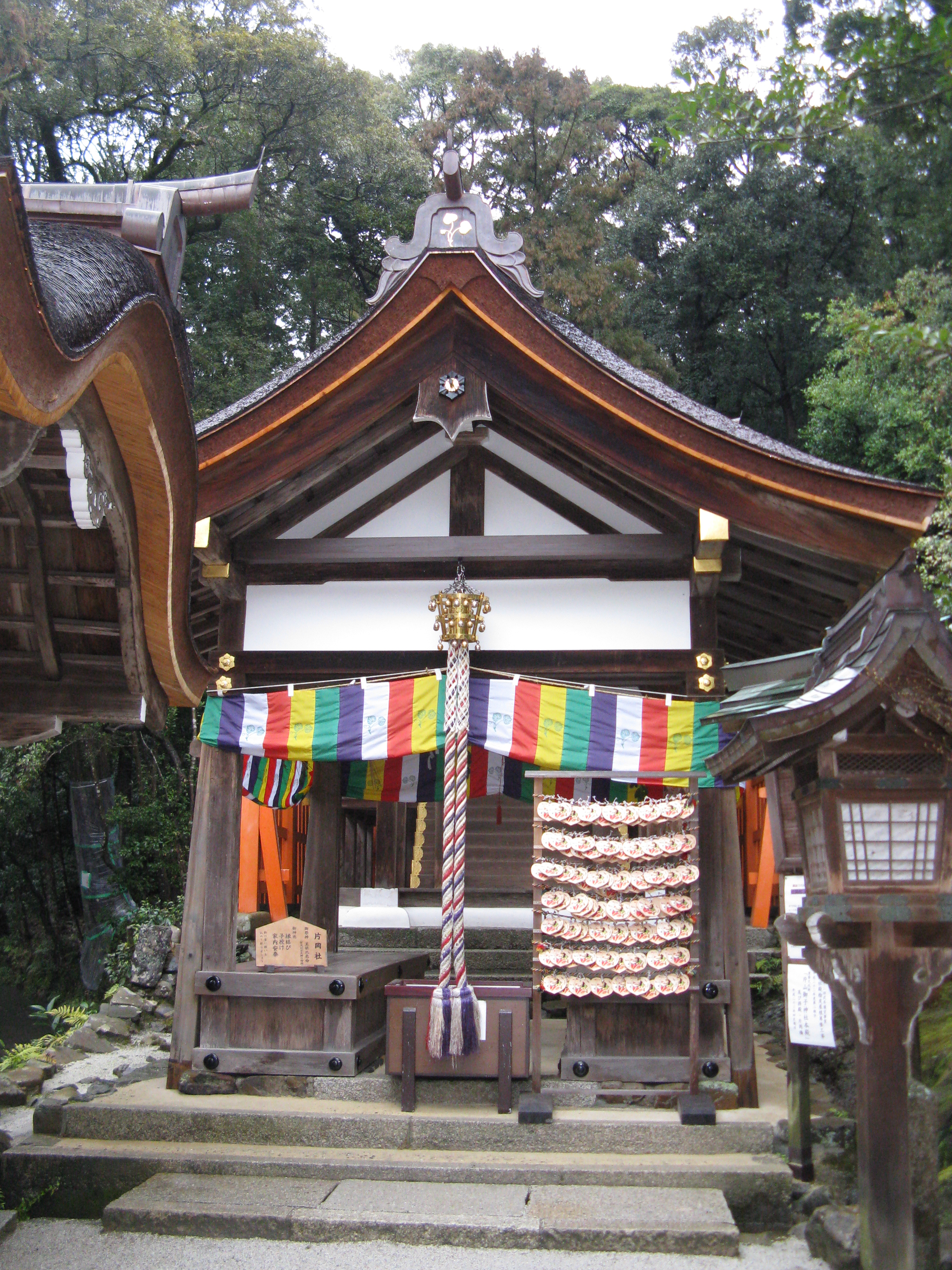
摂社片岡神社拝殿
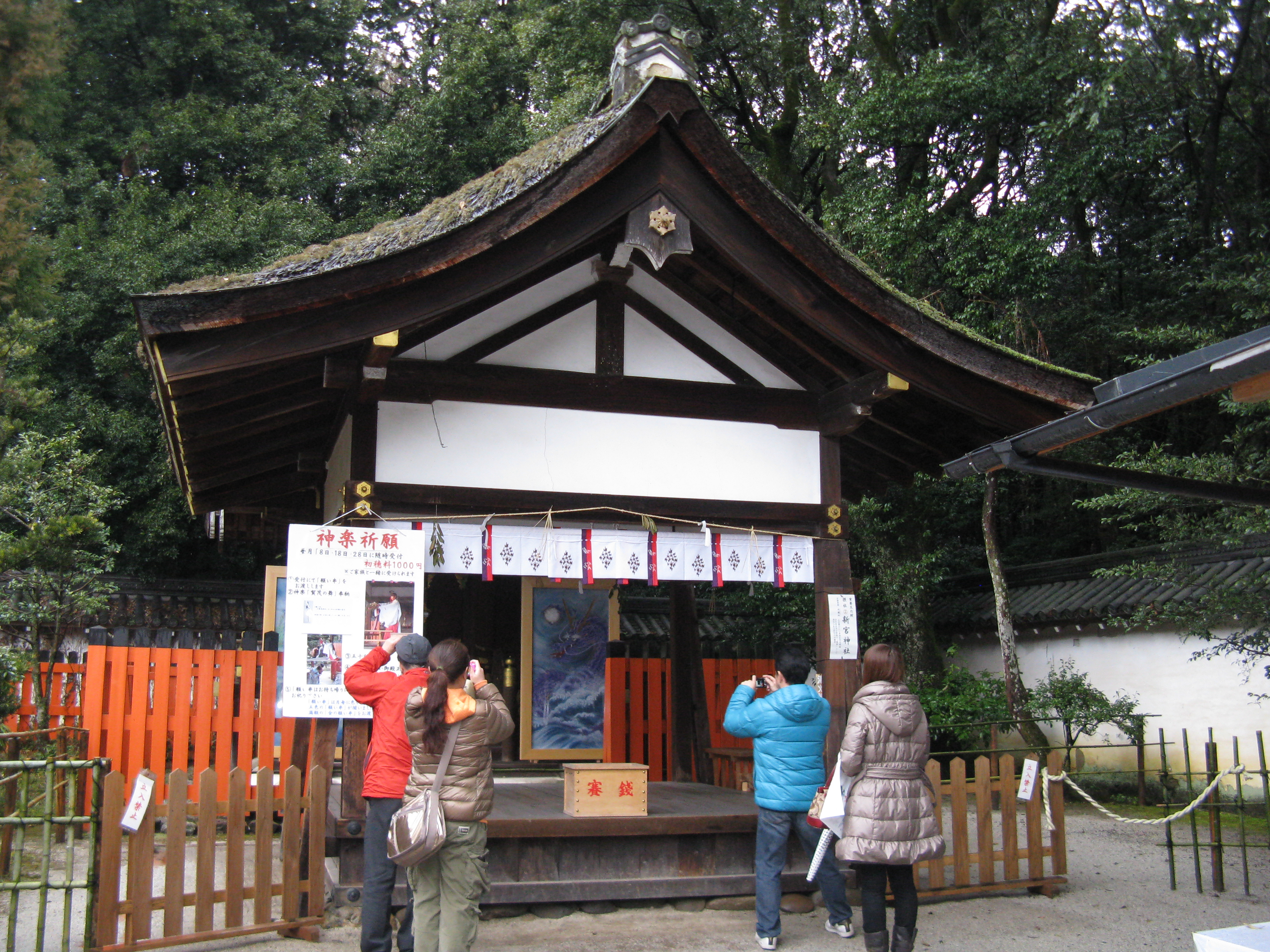
摂社新宮神社拝殿

## 主な祭事
- 1月
  - 白馬奏覧神事（1月7日）[5]
  - 武射神事 （1月16日）
- 2月
  - 幸在祭 （2月24日）
- 5月
  - 賀茂競馬（5月5日）
  - 賀茂祭（葵祭 ）（5月15日）
- 9月
  - 重陽神事・烏相撲 （9月9日）
- 11月
  - 相嘗祭 （11月13日）

## 文化財

### 国宝
建造物
- 本殿 - 1863年建造
- 権殿 - 1863年建造

### 重要文化財
建造物（34棟）
| - 本殿権殿取合廊 - 1863年頃建造 - 本殿東渡廊取合廊 - 1863年頃建造 - 西渡廊 - 1628年建造 - 透廊 - 1628年建造 - 渡廊 - 1628年建造 - 祝詞舎 - 1628年建造 - 塀中門 - 1628年頃建造 - 摂社若宮神社本殿 - 1628年建造 - 東渡廊 - 1628年建造 - 四脚中門 - 1628年建造 - 御籍屋 - 1628年建造 - 神宝庫 - 1628年建造 - 唐門 - 1628年頃建造 - 東御供所 - 1628年頃建造 - 直会所 - 1628年頃建造 - 楽所及び西御供所 - 1628年頃建造 - 幣殿 - 1628年建造 - 忌子殿 - 1628年頃建造 - 幣殿忌子殿取合廊 - 1628年頃建造 - 高倉殿 - 1628年頃建造 | - 楼門 - 1628年建造 - 廻廊 2棟 - 1628年頃建造 - 摂社新宮神社本殿及び拝殿 2棟 - 1628年建造 - 摂社片岡神社本殿及び拝殿 2棟 - 1628年建造 - 片岡橋 - 明治初年建造 - 拝殿（細殿） - 1628年建造 - 舞殿（橋殿） - 1863年建造 - 土屋（到着殿） - 1628年建造 - 楽屋 - 1628年建造 - 外幣殿 - 1628年建造 - 北神饌所（庁屋）（奈良神社拝殿付属） - 1628年建造 - （以下は「附（つけたり）」指定物件） - （唐門の附） - 唐門左右袖塀 2棟 - （四脚中門の附） - 末社棚尾社本殿 - （本社の附） - 摂社須波神社本殿 - 玉橋 - 末社杉尾社本殿 - 末社土師尾社本殿 |

（指定年月日）
- 1901年（明治34年）8月2日 - 本殿、権殿など24棟が古社寺保存法に基づく特別保護建造物（文化財保護法下の「重要文化財」に相当）に指定。
- 1903年（明治36年）4月15日 - 拝殿（細殿）、舞殿（橋殿）、土屋（到着殿）、楽屋、外拝殿、北神饌所（庁屋）の6棟が特別保護建造物に指定。
- 1953年（昭和28年）3月31日 - 本殿、権殿が文化財保護法に基づき国宝に指定。
- 1967年（昭和42年）6月15日 - 摂社若宮神社本殿、摂社新宮神社本殿及び拝殿（2棟）、摂社片岡神社本殿及び拝殿（2棟）、片岡橋の6棟を重要文化財に追加指定。このほか、附（つけたり）指定物件はいずれもこの日付けで指定。[6]

美術工芸品
- 賀茂神主経久記 6帖
- 賀茂別雷神社文書（13,639通）41巻、3168冊、112帖、2幅、82鋪、9952通、2枚（附 文書箱24合）[7][注釈 1][注釈 2]
- 賀茂祢宜神主系図（凡例並目録共） - （財）賀茂県主同族会所有

典拠：2000年（平成12年）までに指定の国宝・重要文化財については、『国宝・重要文化財大全 別巻』（所有者別総合目録・名称総索引・統計資料）（毎日新聞社、2000年）による。

### 国指定天然記念物
- 大田ノ沢かきつばた群落

### 国指定史跡
- 賀茂別雷神社境内

### 京都市指定史跡
- 久我神社境内

### その他
- 世界文化遺産 「古都京都の文化財」

## 前後の札所
神仏霊場巡拝の道
101 賀茂御祖神社　-　102 賀茂別雷神社　-　103 鞍馬寺

## 現地情報
所在地
- 京都府京都市北区上賀茂本山339

## アクセス
鉄道
- 最寄駅：京都市営地下鉄烏丸線 北山駅 （徒歩約25分）

路線バス
- 京都市営バス
  - 「上賀茂神社前」バス停（4・46・67号系統）
  - 「御薗口町」バス停（4・46・67・北3号系統） - 賀茂川堤
  - 「上賀茂御薗橋」バス停（9・37・北3号系統） - 賀茂川対岸
- 京都バス
  - 「上賀茂神社前」バス停（30・32・34・35・急行36） - 京都市営バスの「御薗口町」バス停と同じ場所にある。

自動車
- 駐車場：有り